# Hazar Motan
Hazar Motan (Ankara el 13 de diciembre de 1990) es una actriz y artista visual turca, conocida por su papel como Cemre en la serie de televisión "Huérfanas".

## Biografía
Nació en Ankara el 13 de diciembre de 1990. Estudió en el Departamento de Diseño de Comunicación de la Facultad de Bellas Artes de la Universidad de Bilkent.
Actuó como actriz infantil en la película Yanlış Saksının Çiçeği, en 1997. Posteriormente, actuó en Damatlık Şapka en 2004. Luego participó en la serie Diğer Yarım, en 2014, con el  papel secundario de Esin. Y fue protagonista de la  novela turca Kırgın Çiçekler entre 2015 y 2018.

## Filmografía
| Cine        | Cine                   | Cine              | Cine       |
| Año         | Título                 | Personaje         | Notas      |
| ----------- | ---------------------- | ----------------- | ---------- |
| 1997        | Yanlış Saksının Çiçeği |                   | Secundario |
| 2004        | Damatlık Şapka         | Güllü / Kısa Film | Principal  |
| Televisión  |                        |                   |            |
| Año         | Título                 | Personaje         | Notas      |
| 2000        | Bizim Evin Halleri     |                   | Secundario |
| 2009        | Hesaplaşma             |                   | Secundario |
| 2014        | Paşa Gönlüm            | Elvan             | Secundario |
| 2014        | Diğer Yarım            | Esin              | Secundario |
| 2015 - 2018 | Kırgın Çiçekler        | Cemre             | Principal  |
| 2018        | Can Kırıkları          | Hande Tekin       |            |
| 2021        | Kanunsuz Topraklar     | Hatçe             |            |